# Fudbalski Klub Arsenal Tivat
Il Fudbalski Klub Arsenal Tivat, noto come Arsenal (in cirillico montenegrino ФК Арсенал), è la squadra di calcio della polisportiva Fudbalski Klub Arsenal, che ha sede a Teodo, in Montenegro. Milita nella Prva crnogorska fudbalska liga, la massima serie del campionato montenegrino di calcio.
Gioca le partite casalinghe allo stadio u Parku, impianto da 1.600 spettatori.

## Statistiche e record

### Statistiche nelle competizioni UEFA
Tabella aggiornata alla stagione 2024-2025.
| Competizione           | Partecipazioni | G | V | N | P | RF | RS |
| ---------------------- | -------------- | - | - | - | - | -- | -- |
| UEFA Conference League | 1              | 2 | 0 | 1 | 1 | 2  | 7  |

## Palmarès

### Competizioni nazionali
- Campionato montenegrino di terza divisione: 3

2011-2012, 2016-2017, 2017-2018

### Competizioni regionali
- Cetinjski nogometni podsavez: 3

Autunno 1925, Primavera 1929, Autunno 1929
- Crnogorski regionalni kupovi: 4

2008-2009, 2009-2010, 2010-2011, 2016-2017

## Organico

### Rosa 2023-2024
| N. |                       | Ruolo | Calciatore          |
| -- | --------------------- | ----- | ------------------- |
| -- | Montenegro (bandiera) | P     | Ilija Đurović       |
| -- | Montenegro (bandiera) | P     | Marko Nikolić       |
| -- | Montenegro (bandiera) | D     | Ćetko Manojlović    |
| -- | Montenegro (bandiera) | D     | Rajko Đorđević      |
| -- | Montenegro (bandiera) | D     | Vlado Dedejić       |
| -- | Montenegro (bandiera) | D     | Zoran Mikijelj      |
| -- | Montenegro (bandiera) | D     | Branislav Uljarević |
| -- | Montenegro (bandiera) | D     | Filip Klikovac      |
| -- | Montenegro (bandiera) | D     | Krsto Krstović      |
| -- | Montenegro (bandiera) | D     | Nebojša Delić       |
| -- | Montenegro (bandiera) | D     | Marko Kaljević      |
| -- | Montenegro (bandiera) | C     | Danilo Vulević      |
| -- | Montenegro (bandiera) | C     | Jovan Dragićević    |

| N. |                       | Ruolo | Calciatore            |
| -- | --------------------- | ----- | --------------------- |
| -- | Montenegro (bandiera) | C     | Drago Milović         |
| -- | Montenegro (bandiera) | C     | Nikola Bubanja        |
| -- | Montenegro (bandiera) | C     | Uroš Ercegović        |
| -- | Montenegro (bandiera) | C     | Ranko Krgović         |
| -- | Montenegro (bandiera) | C     | Aleksandar Macanović  |
| -- | Montenegro (bandiera) | C     | Samir Ličina          |
| -- | Montenegro (bandiera) | C     | Miroslav Mamić        |
| -- | Montenegro (bandiera) | A     | Nemanja Vukašinović   |
| -- | Montenegro (bandiera) | A     | Aleksandar Bezmarević |
| -- | Montenegro (bandiera) | A     | Dragan Nikolić        |
| -- | Montenegro (bandiera) | A     | Nemanja Leverda       |
| -- | Polonia (bandiera)    | C     | Dawid Kort            |